# Kon-Boot
Kon-Boot é um software-ferramenta que permite aos usuários a desviar-se das senhas do Microsoft Windows e das senhas do macOS da Apple (Suporte ao Linux descontinuado), sem alterações fixas ou duradouras no sistema no qual está sendo executado. É considerado também como o primeiro meio para evitar senhas capaz de ser utilizado no Windows 10 online (live) e suporta tanto os sistemas Windows como o macOS 

## História
Kon-Boot foi originalmente projetado como a uma espécie de amostra conceptual, uma ferramenta de segurança freeware, principalmente para pessoas que tem a tendência a esquecer as suas senhas. A ideia principal era de seguir os usuários no processo de login até o computador-alvo sem a necessidade de saber a senha correta e sem a necessidade da realização de mudanças duradouras no sistema em execução.
A primeira versão do Kon-Boot foi anunciada em 2008 na “Mala Direta” (Mailing List) da DailyDavet. A versão 1.0 (freeware) permitiu aos usuários fazer o login em sistemas operacionais baseados no Linux e a evitar o processo de autenticação (permitindo o acesso ao sistema sem o conhecimento da senha).
Em 2009, o autor deste software anunciou o Kon-Boot para Linux e para a versão 32-bits dos sistemas Microsoft Windows. O lançamento permitiu um suporte adicional ao evitar a senha nos sistemas Windows e em qualquer sistema Windows desde o Windows Server 2008 até o Windows 7. Esta versão ainda está disponível como um freeware.
As versões mais atuais do Kon-Boot estão disponíveis apenas como produtos comerciais  e ainda são suportadas. 
A atual versão (3.1) é capaz de evitar as senhas nos seguintes sistemas operacionais:
| Supported Microsoft Windows operating systems                                                  |
| ---------------------------------------------------------------------------------------------- |
| Microsoft Windows XP                                                                           |
| Microsoft Windows Vista Home Basic 32Bit/64Bit                                                 |
| Microsoft Windows Vista Home Premium 32Bit/64Bit                                               |
| Microsoft Windows Vista Business 32Bit/64Bit                                                   |
| Microsoft Windows Vista Enterprise 32Bit/64Bit                                                 |
| Microsoft Windows Server 2003 Standard 32Bit/64Bit                                             |
| Microsoft Windows Server 2003 Datacenter 32Bit/64Bit                                           |
| Microsoft Windows Server 2003 Enterprise 32Bit/64Bit                                           |
| Microsoft Windows Server 2003 Web Edition 32Bit/64Bit                                          |
| Microsoft Windows Server 2008 Standard 32Bit/64Bit                                             |
| Microsoft Windows Server 2008 Datacenter 32Bit/64Bit                                           |
| Microsoft Windows Server 2008 Enterprise 32Bit/64Bit                                           |
| Microsoft Windows 7 Home Premium 32Bit/64Bit                                                   |
| Microsoft Windows 7 Professional 32Bit/64Bit                                                   |
| Microsoft Windows 7 Ultimate 32Bit/64Bit                                                       |
| Microsoft Windows 8 and 8.1 all versions (32Bit/64Bit -- includes live/online password bypass) |
| Microsoft Windows 10 all versions (32Bit/64Bit -- includes live/online password bypass)        |
| Microsoft Windows 11 all versions (32Bit/64Bit -- includes live/online password bypass)        |

| Supported Apple macOS / OS X operating systems |
| ---------------------------------------------- |
| Apple OS X 10.6                                |
| Apple OS X 10.7                                |
| Apple OS X 10.8                                |
| Apple OS X 10.9                                |
| Apple OS X 10.10                               |
| Apple OS X 10.11                               |
| Apple macOS Sierra (10.12)                     |
| Apple macOS High Sierra (10.13)                |
| Apple macOS Mojave (10.14)                     |
| Apple macOS Catalina (10.15)                   |
| Apple macOS Big Sur (11)                       |
| Apple macOS Monterey (12)                      |
| Apple macOS Ventura (13)                       |
| Apple macOS Sonoma (14)                        |

## Tecnologia
Este fica inserido (escondido) na memória da BIOS. Kon-Boot modifica o código do kernel durante o seu período de execução, temporariamente modificando o código responsável pela verificação de dados de autorização do usuário enquanto o sistema operacional é carregado. 
Ao contrário de ferramentas para recuperar senhas como o CHNTPW, Kon-Boot não modifica os arquivos do sistema e do SAM (Security Account Manager - Manager de Segurança de Conta), todas as mudanças são temporárias e desaparecem depois que o sistema é reinicializado. 

## Limitações (prevenção)
Usuários que demonstrem preocupação com ferramentas como o Kon-Boot devem criptografar o disco (com um software como o FileVault, TrueCrypt, BitLocker, VeraCrypt etc.) uma vez que o Kon-Boot não é capaz de transpassar a criptografia do disco . Uma senha para a sua BIOS e manter o SecureBoot ativado também são considerados como ótimos meios de prevenção.  